# Listriodontinae
Listriodontinae — вимерла підродина парнопалих, що існувала в міоцені в Європі, Африці та Азії.